# Autoped
El Autoped fue uno de los primeros scooters o patinetes motorizados (similares al patinete eléctrico ) fabricados por el Autoped Company de Long Island City, Nueva York de 1915 a 1922.

## Descripción
El conductor iba de pie sobre una plataforma con neumáticos de 10 pulgadas y controlaba la máquina sólo con el manillar y la columna de dirección, empujándolos hacia adelante para accionar el embrague, usando una palanca en el manubrio para controlar el acelerador y tirando del manubrio y la columna hacia atrás para desembragar y aplicar el freno. Después de utilizarse, la columna de dirección podía ser plegada sobre la plataforma para guardar el scooter más fácilmente. El motor de 155 cc, 4 tiempos y refrigerado por aire estaba ubicado sobre la rueda delantera. El vehículo venía equipado con un faro delantero y una luz trasera, una bocina y una caja de herramientas. Desarrollado durante la guerra, en situación de racionamiento de la gasolina, fue bastante eficiente, pero no se distribuyó ampliamente.
En julio de 1913 se solicitó una patente para el Autoped como "vehículo autopropulsado" y se concedió en julio de 1916. Una de las primeras descripciones del Autoped decía que tenía una columna de dirección hueca que actuaba como tanque de combustible. Sin embargo, la versión de producción tenía un tanque de combustible sobre el guardabarros delantero.
El Autoped salió de producción en Estados Unidos en 1921, pero fue fabricado por Krupp en Alemania desde 1919 hasta 1922.

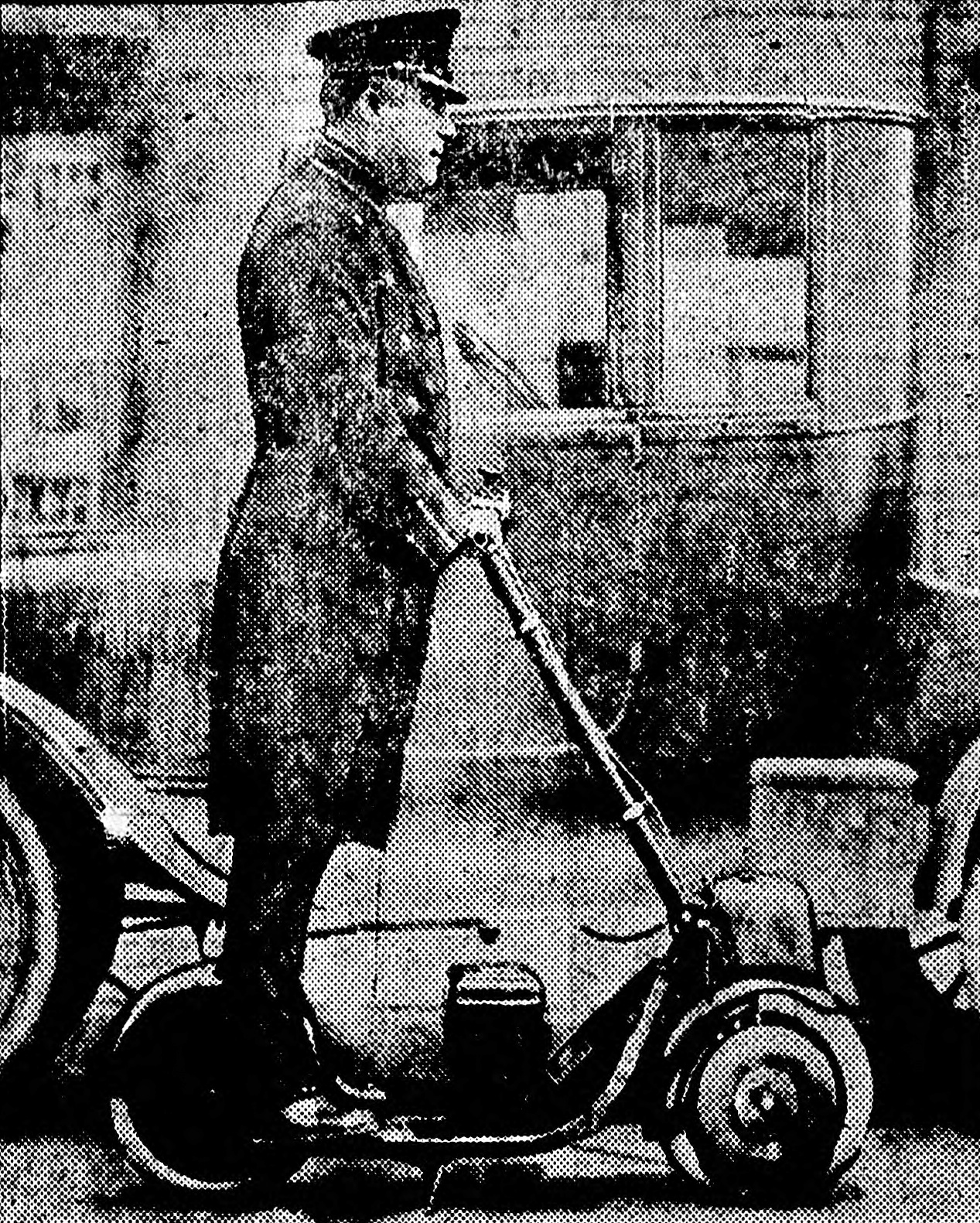
Foto histórica de un Autoped en uso por un policía de tráfico en Newark, Nueva Jersey, 1922

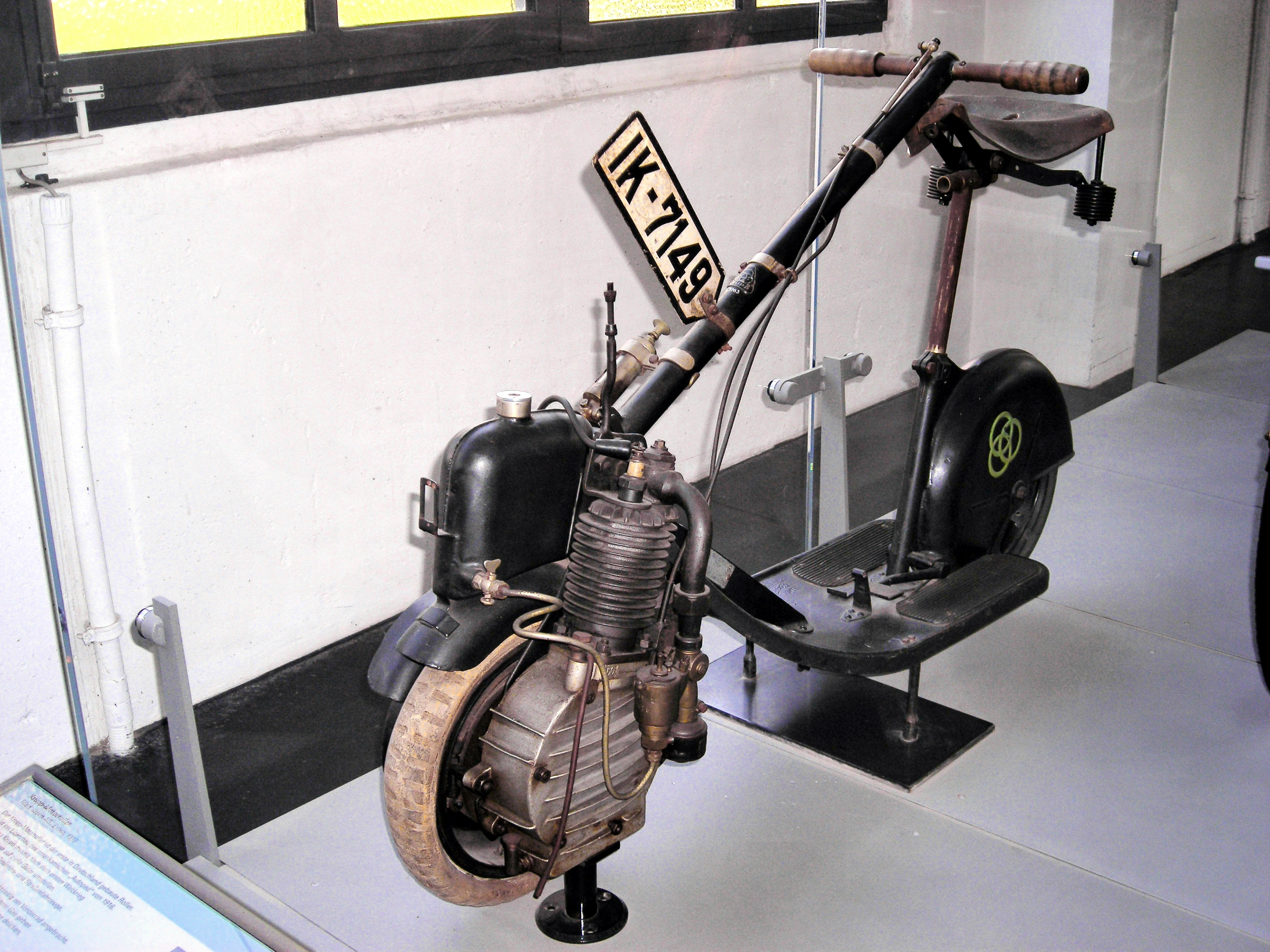
Autoped con asiento construido con licencia Krupp